# Neolithocolletis hikomonticola
Neolithocolletis hikomonticola är en fjärilsart som beskrevs av Tosio Kumata 1963. Neolithocolletis hikomonticola ingår i släktet Neolithocolletis och familjen styltmalar. Inga underarter finns listade i Catalogue of Life.